# Kloster Heusdorf

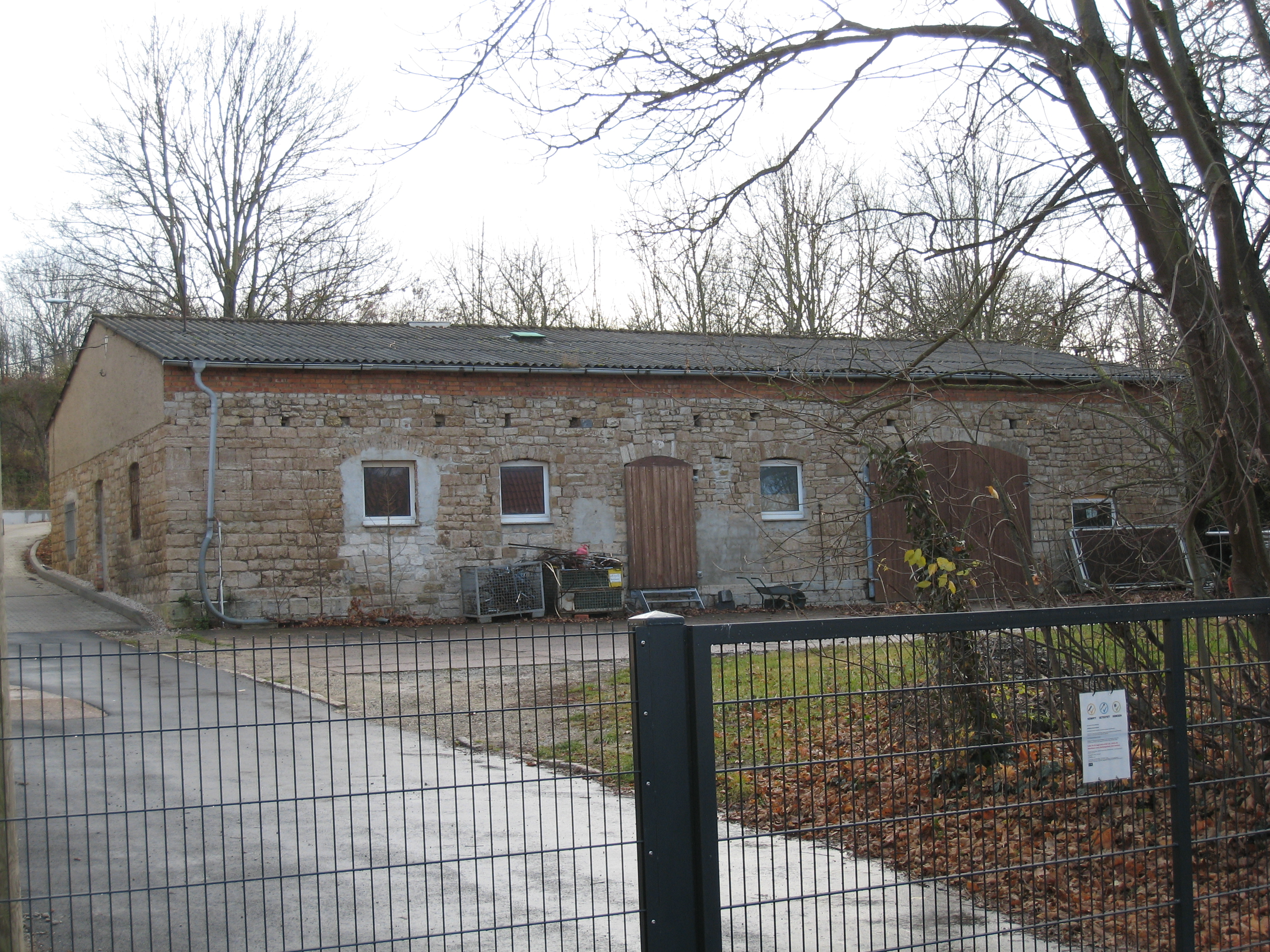
Ehem. Wirtschaftsgebäude des Klosters

Das Kloster St. Gotthard zu Heusdorf ist ein ehemaliges Benediktinerinnenkloster im heutigen Ortsteil Heusdorf der Stadt Apolda in Thüringen.

## Geschichte
Das Kloster Heusdorf wurde 1123 gegründet. Der Legende nach hatten Benediktinermönche bei einer nahe gelegenen Kapelle ein Marienwunder erlebt. Durch umfangreiche Schenkungen unter anderem der Herren von Isserstedt sowie der Schenken und Vitzthume von Apolda entwickelte sich das Kloster zu einem einflussreichen Grundherrn in der Region. Im Zuge der Reformation wurde es 1536 säkularisiert und in das landesherrliche Amt Heusdorf umgewandelt, das seinen Amtssitz in den Gebäuden des früheren Klosters hatte.
Der Architekt Gottfried Heinrich Krohne plante von 1736 bis 1739 den Umbau des Amtssitzes in eine Dreiflügelanlage. Im Zuge der Realisierung dieser Planung wurden einige Gebäude des Klosters abgerissen.
In den 1680er Jahren gab es erneute Umbaupläne; die Umgestaltung des Amtssitzes zu einem Lustschloss wurde allerdings nicht realisiert. 1845 erfolgte der Abbruch großer Teile der Anlage für den Bau der Thüringer Bahn im Abschnitt von Erfurt über Weimar und Apolda nach Naumburg (Saale). Die verbliebenen Gebäude wurden nach 1945 stark verändert oder abgerissen, so dass heute außer einigen früheren Wirtschaftsgebäuden nichts mehr erhalten ist.

## Amt Heusdorf
Das seit 1536 bestehende Amt Heusdorf umfasste die ehemaligen Klostergüter und damit neben dem Kloster selbst die Dörfer
- Heusdorf
- Nauendorf (eine Neugründung von 1124),
- Schöten,
- Herressen und
- Stiebritz (vollständig erst seit 1544)

sowie die heutigen Wüstungen Lichtendorf bei Stiebritz und Oberkösnitz bei Kösnitz. Außerdem war dem Amt die landesherrliche Verwaltung der Stadt Apolda anvertraut.
Das Amt Heusdorf gehörte zum Herzogtum Sachsen-Weimar, nur von 1603 bis 1672 zum Herzogtum Sachsen-Altenburg und von 1672 bis 1690 zu Sachsen-Jena. Von 1544 bis 1595 war es an die Familie von Denstedt verkauft und von 1643 bis 1647 an die Herren von Witzleben verpachtet. Seit 1691 war Heusdorf dem Amt Kapellendorf als Rentamt zugeordnet, behielt jedoch seine eigene Finanzverwaltung. Zur endgültigen Auflösung des Amtes kam es 1818. Dadurch kamen Heusdorf, Nauendorf, Herressen und Schöten an das Amt Roßla und Stiebritz an das Amt Dornburg.